# Clariana de Cardener
Clariana de Cardener là một đô thị trong tỉnh Lleida, cộng đồng tự trị quần đảo Canary Tây Ban Nha. Đô thị Clariana de Cardener có diện tích là ki-lô-mét vuông, dân số năm 2009 là người với mật độ người/km². Đô thị Clariana de Cardener có cự ly km so với tỉnh lỵ Lleida.